# Josef Baar (politik)

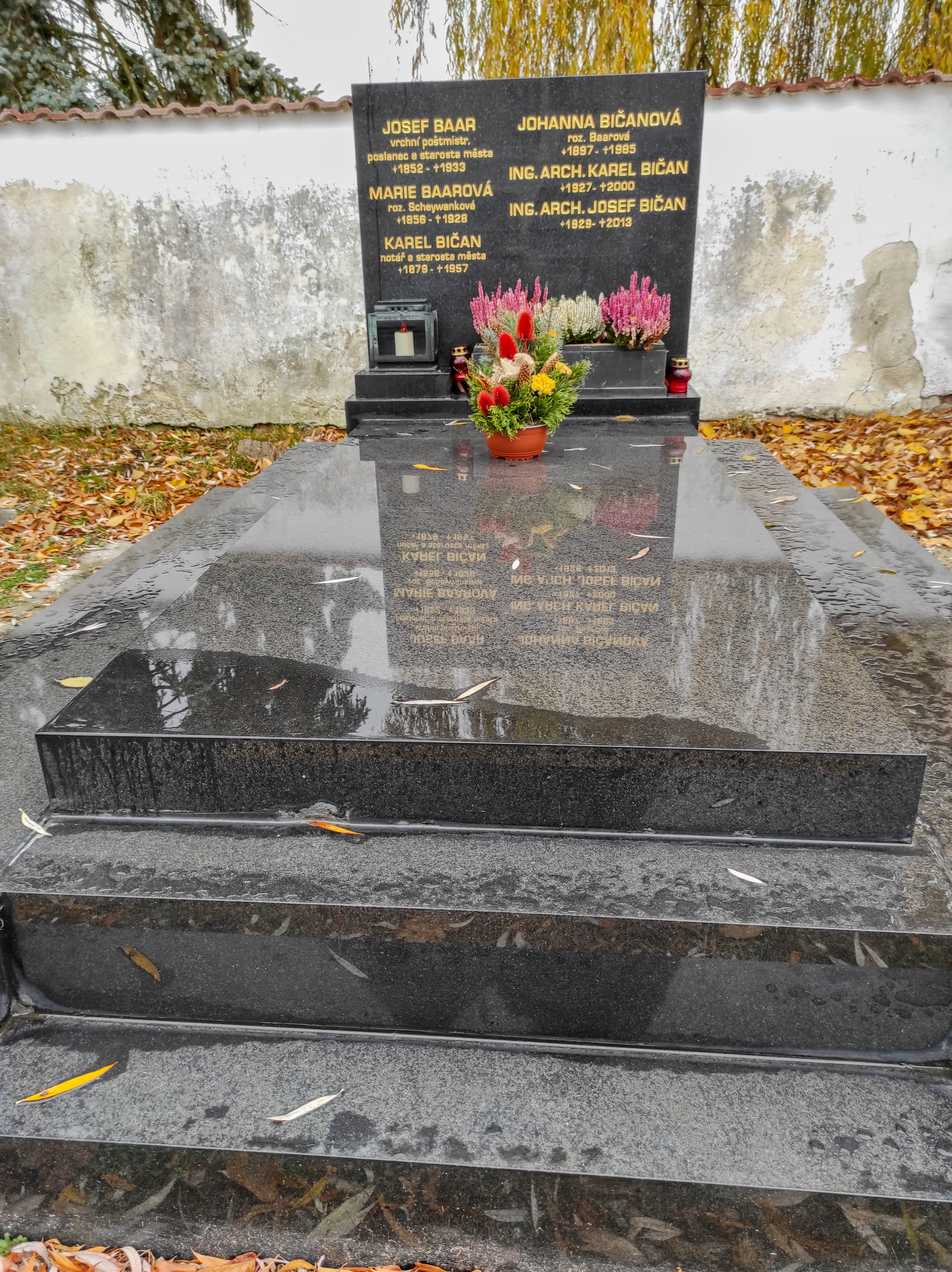
Hrob Josefa Baara na hřbitově u sv. Alžběty v Třeboni

Josef Baar (10. prosince 1852 Kdyně – 23. dubna 1933 Třeboň) byl rakouský a český poštmistr a politik, na přelomu 19. a 20. století poslanec Českého zemského sněmu, starosta Třeboně.

## Biografie
Absolvoval reálku v Plzni, pak sloužil v rakouské armádě, kde dosáhl hodnosti nadporučíka. V roce 1878 se podílel na rakousko-uherském tažení do Bosny a byla mu udělena válečná medaile.
Profesí byl poštmistrem v Třeboni. Koncem 19. století se uvádí jako radní města Třeboně a člen tamního okresního výboru. Byl předsedou spolku poštmistrů v Čechách a místopředsedou penzijního spolku poštmistrů v Rakousku. V období let 1910–1916 byl starostou Třeboně. V polovině 90. let 19. století se zapojil i do zemské politiky. Ve volbách v roce 1895 byl zvolen za poslance Českého zemského sněmu za městskou kurii (volební obvod Třeboň, Lišov, Týn nad Vltavou). Politicky patřil k staročeské straně.
Zemřel v dubnu 1933.